# Си (чжуинь)

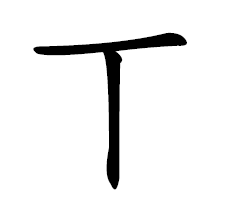
Си

Си — четырнадцатая буква алфавита чжуинь, обозначает глухой альвео-палатальный сибилянт /ɕ/. В слоге может быть только инициалью (кит.声 — шэн), как инициаль образует 14 слогов.
| ㄒ                  | ㄒ                   | ㄒ                   | ㄒ                    |
| ------------------- | -------------------- | -------------------- | --------------------- |
| ㄒㄧ — xi — си      | ㄒㄧㄚ — xia — ся    | ㄒㄧㄢ — xian — сянь | ㄒㄧㄤ — xiang — сян  |
| ㄒㄧㄠ — xiao — сяо | ㄒㄧㄝ — xie — се    | ㄒㄧㄣ — xin — синь  | ㄒㄧㄥ — xing — син   |
| ㄒㄧㄡ — xiu — сю   | ㄒㄩㄥ — xiong — сюн | ㄒㄩ — xu — сюй      | ㄒㄩㄢ — xuan — сюань |
| ㄒㄩㄝ — xue — сюэ  | ㄒㄩㄣ — xun — сюнь  |                      |                       |